# Square Alexis-Clerel-de-Tocqueville
Ne doit pas être confondu avec Square de Tocqueville.
Le square Alexis-Clerel-de-Tocqueville est un square du 17e arrondissement de Paris, dans le quartier de la Plaine-de-Monceaux.

## Situation et accès
Le site est accessible par le 89, rue de Tocqueville.
Il est desservi par la ligne 3 à la station de métro Malesherbes.

## Origine du nom
Il porte le nom d'Alexis de Tocqueville (1805-1859), philosophe politique, homme politique, historien, précurseur de la sociologie et écrivain français.